# Лисица на Дарвин
Лисица на Дарвин или дарвинова лисица (Lycalopex fulvipes) е хищен бозайник от семейство Кучеви. Нарича се още чилотска лисица. Екземпляри от вида са колекционирани от Чарлз Дарвин при известното му пътешествие с кораба „Бигъл“. Дълго време се е смятало, че лисицата е подвид на аржентинската сива лисица, но по-късните генетични проучвания доказват, че дарвиновите лисици са отделен вид.

## Физически характеристики
Дарвиновата лисица е тъмносива на цвят с червена окраска по главата и муцуната. Притежава сравнително къси крака. Тя е значително по-малка от аржентинската сива лисица и тежи 2 – 4 kg.

## Разпространение
Ареалът на местообитание на вида е изключително ограничен. Среща се единствено в Чили. Популациите са две като по-голямата част от вида обитава остров Чилое, а по-малката част живее на континента в Национален парк Нахуелбута. Дълго време се е приемало, че видът е ендмичен за Чилое докато през 1990 г. не били открити и екземпляри на континента. Преди около 15 000 години островът бил част от континентална Южна Америка. Сухоземният мост бил прекъснат и се образували две пространствено изолирани популации.

## Начин на живот и хранене
Дарвиновата лисица е нощно животно. Обитава гористи райони. Има изключително разнообразна диета. Тя се храни с дребни бозайници, влечуги, бръмбари, и безгръбначни. Понякога се храни и с плодове. Птиците и земноводните също са част от нейното меню.

## Природозащитен статус
На свобода се срещат около 250 екземпляра като 200 от тях обитават Чилое, а останалите 50 живеят в Нахуелбута. Видът е класифициран като критично застрашен. Опасност за него представлява изсичането на горите, конкуренцията с подивели кучета и човека.